# Asteroid tipa D
 Asteroid tipa D je vrsta asteroidov, ki imajo zelo nizek albedo in rdečkast elektomagnetni spekter brez posebnosti. Predvideva se, da so sestavljeni iz organsko bogatih silikatov, ogljika in anhidriranih silikatov. Verjetno imajo v notranjosti tudi vodni led. 
Najdemo jih v zunanjem delu asteroidnem pasu in še na večjih oddaljenostih.

V letu 1992 je Larry A. Lebofsky s sodelavci objavil, da je našel absorbcijske črte pri 3 μm. To bi lahko pomenilo, da je na površini asteroida voda.

Predvidevajo, da je bil meteorit, ki je padel  na jezero Tagish 18. januarja 2000 v resnici del asteroida tipa D. 
Primeri asteroidov tipa D: 
- 588 Ahil
- 624 Hektor
- 944 Hidalgo